# 関口宏の「そもそも」
関口宏の「そもそも」（せきぐちひろし- ）は、NHKのテレビ番組である。2008年にNHK番組たまごトライアル2008」の一環として「そもそも」というタイトルでパイロット版を放送した。2014年に「関口宏の「そもそも」」としてNHK BSプレミアムで放送される。

## 「そもそも」（パイロット版）
そもそもは、2008年9月28日にNHK総合テレビで放送された番組である（海外向けNHKワールド・プレミアムでは同年10月22日の20:00から放送）。社会のさまざまな事物の起源や歴史をたどっていく番組である。2008年9月28日の放送では「生命保険」が取り上げられた。
出演者
- 関口宏（「ステージ101」以来38年ぶりのNHKでの番組出演となった）
- 林遣都

スタッフ
- 構成：武田隆
- 取材：林幹雄・植村徹
- 制作統括：河内雅幸
- ディレクター：西島昌子・国見太郎

## 関口宏の「そもそも」
「関口宏の「そもそも」」はNHK BSプレミアムで放送されるテレビ番組である。
出演者
- 関口宏
- 壇蜜

サブタイトル
1. ギャンブルって何だ?（2014年9月27日）
2. ドラッグって何だ?（2014年12月1日）
3. 詐欺って何だ?（2014年12月27日）
4. 男と女って何だ?（2015年1月27日）
5. 時間よ、止まれ!アンチエイジングの秘密（2015年2月27日）
6. 妖怪～異界の存在にひかれるワケ（2015年3月24日）